# Butch Cassidy
Butch Cassidy, pseudonimo di Robert LeRoy Parker (Beaver, 13 aprile 1866 – San Vicente, 7 novembre 1908), è stato un criminale statunitense, uno dei più famosi banditi del West.

## Biografia
Nato Robert Leroy Parker a  Beaver, Utah, era il maggiore dei tredici figli di Maximilian Parker (1844-1938) e Anne Campbell Gillies (1847-1905).
La famiglia Parker costruì un ranch vicino a Circleville, nello Utah, nel 1879, ma un vescovo mormone locale intentò contro di loro una disputa sulla terra, lasciando la famiglia nel disagio finanziario. Iniziò in questo periodo la carriera criminale di Robert Parker.
Nel 1883 Parker fu arrestato per aver rubato una sella ma non fu mai condannato. L'anno dopo fuggì dopo essere stato accusato di furto di cavalli: fu allora che adottò lo pseudonimo Butch Cassidy. Nel 1887 si era imbattuto nella banda di McCarty che era stata responsabile per il furto della Banca della valle del San Miguel a Telluride, in Colorado, nel 1889. Nel 1894, fu arrestato per aver rubato cavalli e richiuso nella prigione di stato del Wyoming a Laramie, dove scontò 18 mesi di una condanna a due anni: venne rilasciato nel gennaio 1896, dopo aver promesso al governatore dello stato che non avrebbe mai più commesso un crimine nel Wyoming.
Dopo la sua liberazione costituì il Mucchio Selvaggio, una banda di fuorilegge di cui facevano parte anche George e Kid Curry, il loro fratello Lonny Logan, Ben Kilpatrick, Elzy Lay e Harry Longabaugh, conosciuto anche come Sundance Kid. Una lunga serie di crimini (rapine a treni, banche, diligenze) costellò la storia della banda.
Tra questi si ricorda il colpo effettuato il 21 Aprile 1897 a Castle Gate, nel sud-est dello Utah. Il treno che porta gli stipendi della Pleasant Valley Coal Company una volta arrivato in stazione lo aspettano le guardie per scaricare i bagagli che contengono i soldi, circa 8 mila dollari. Devono percorrere meno di 10 metri per raggiungere l'ufficio della compagnia. Prima di arrivare il cowboy Cassidy li tiene sotto tiro e si fa consegnare la borsa più grande. Un altro uomo li raggiunge, Elza Lay, e prende l'altra borsa. In pieno giorno i due banditi portano a termine il colpo senza spargimenti di sangue.
La banda si scioglie nel 1901, dopo la morte e/o la cattura di molti componenti della banda e la decisione di Cassidy di partire per l'Argentina con Sundance e la compagna di questi, Etta Place, un'ex prostituta.
Il trio salpò su una nave a vapore a New York e giunti in Sudamerica, acquistarono un ranch; secondo quanto riferito, i fuorilegge tentarono la carriera di allevatori di bestiame prima di tornare alla rapina.
Nel febbraio del 1905 i due banditi avrebbero derubato il Banco de Tarapacá e Argentino, mentre a maggio il trio aveva venduto il loro ranch ed era fuggito verso la Bolivia. Il resto della vita di Cassidy sono più che altro speculazioni o congetture.
Nel novembre 1908, dopo essersi spostati in Bolivia, dove avevano rapinato le paghe destinate ai minatori di una miniera d'argento di Aramayo Franke , i due furono accerchiati da forze congiunte della locale polizia e di un distaccamento di cavalleria dell'esercito, nel piccolo centro minerario di San Vicente, dove alloggiavano, venendo uccisi dopo uno scontro a fuoco. Secondo il rapporto della polizia boliviana, uno dei due avrebbe ucciso il compagno – gravemente ferito – prima di suicidarsi. I due ladri sarebbero stati sepolti in tombe non contrassegnate nel cimitero locale, sebbene non sia mai stato provato nonostante il moderno esame forense dei resti.
Si ritiene tuttavia (come riportato anche da Bruce Chatwin nel libro In Patagonia del 1977) che la morte avvenuta in Bolivia fosse in realtà una messa in scena per depistare gli inseguitori del governo, cosa che Cassidy aveva già progettato da tempo. Ci sono infatti diverse testimonianze che confermano la sua presenza ben oltre la data della sua morte. Tra le tante, una delle sorelle di Cassidy, Lula Betenson, ha affermato che il fratello sarebbe tornato negli Stati Uniti e avrebbe vissuto in anonimato per anni, come raccontato nel suo libro "Butch Cassidy, My Brother", dove afferma di averlo incontrato diverse volte dopo il 1908; è presumibile quindi che possa essere deceduto nel 1937, in seguito a una malattia.